# Abbon (évêque de Maguelone)
Pour les articles homonymes, voir Abbon.
Abbon était évêque de Maguelone à la fin du IXe siècle.

## Biographie
Cet évêque est mentionné dans divers actes et divers témoignages de la fin du IXe siècle parmi lesquels le concile de Châlon-sur-Saône en 875, rencontre avec le pape Jean VIII en Provence en 877, le couronnement de Louis II dit le bègue en 878. Quelques années après, il assiste à deux petits conciles régionaux en 887 et 897, et lors du second il fut reconnu coupable de détournement de fonds.